# مری فریمن (شناگر)
مری فریمن (به انگلیسی: Mary Freeman) (زادهٔ ۳۰ اکتبر ۱۹۳۳) شناگر اهل ایالات متحده آمریکا است.